# Арам Пачян
Арам Пачян (на арменски: Արամ Պաչյան) е арменски журналист и писател.

## Биография и творчество
Арам Пачян, с рожд. име Севак Акоби Тамамян, е роден на 19 март 1983 г. във Ванадзор, Армения, в семейството на медицински работници.
В периода 1999 – 2004 г. следва в Юридическия факултет на университета в Ереван. През 2002 г. е удостоен с акредитацията на Британския източно-западен център и Центъра за сравнителна юриспруденция за активното му участие в семинарите, озаглавени „Съдебна практика – Европейска конвенция за защита на правата на човека“, организирани от Британския център „Изток-Запад“. През 2003 г. участва в Международния конкурс на Филип Джесъп на тема „Защита на правата на жените и децата по време на Гражданската война“, организиран от Американската адвокатска асоциация и е признат за най-добрия лектор.
В периода 2004 – 2006 г. служи във въоръжените сили на Армения. След това работи като журналист, колумнист и радиоводещ.
Започва да публикува разказите си през 2007 г. в различни арменски вестници и литературни списания („Литературен вестник“, „Гретерт“, „Нека бъде светлина“, списание за литература „Нарцис“, литературно списание „Инкнагир“). През 2008 г. е удостоен с наградата „Гретерт“ за разказа си „Прозрачни бутилки“. През 2009 г. отново спечели годишната награда „Гретерт“ за разказа „Робинзон“. През 2009 г. творбите му са включени в колекцията за съвременна арменска проза „Антология 18 – 33“. През 2009 г. е отличен с наградата на литературно-артистичното културно списание „Нарцис“ за разказите си „Работа, работа“ и „Шахматен роман“. През 2010 г. е удостоен с годишната награда „Гретерт“ за есето му „Actus Tragicus“. През 2010 г. получава Младежката награда на президента на Армения за поредицата от негови разкази, публикувани в пресата.
Първата му книга, сборникът с разкази „Ռոբինզոն և 13 պատմվածք“ (Робинзон и 13 истории), е издадена през 2010 г.
Първият му роман „Довиждане, Птицо“ е издаден през 2012 г. и се превръща в бестселър в Армения. Главният герой е 28-годишен бивш военен, за когото завръщането към цивилния живот се явява все така непреодолимо препятствие. Той си спомня за бившата си приятелка, другарите от детството и армията, но тях отдавна ги няма, а опитите му за ресоциализация се сблъскват с новата реалност. По романа е направена театралния спектакъл „Аз съм вегетарианец“ през 2017 г.
Сборникът му „Օվկիանոս“ (Океан) от 2014 г. съдържа разкази и есета, включително за произведения изкуството, музиката, паметта и опита на автора при четене. През 2015 г. получава наградата на литературното списание „Андин“.
През есента на 2018 г. участва в Международната писателска програма в Университета на Айова (Де Мойн, САЩ), а през 2019 г. е писател в резиденция във Вила Валдберта (Мюнхен, Германия).
През 2020 г. е издаден романа му „P/F“. Книгата представлява търсене на нов фантастичен език и изразни средства, нов стил на фрагментарно разказване на истории, с модулации, характерни за дзен будистките коани. Всички на книгата са свързани помежду си, но могат да бъдат прочетени в произволен ред, а главният герой наречен P/F се появява в тях в различни ситуации, и завършва книгата със спомени с монолог, посветен на река Гетар, символ на живота. През 2015 г., по все още непубликувания роман, е направена музикалната пиеса „Пахиански фрагменти“, написана от швейцарския композитор Арам Ованесян. Книгата получава наградата за литература на Европейския съюз за 2021 г.

## Произведения

### Самостоятелни романи
- Ցտեսություն, Ծիտ (2012)
Довиждане, Птицо, изд.: ИК „Парадокс“, София (2019), прев. Антоанета Ангелова
- P/F (2020) – награда за литература на Европейския съюз

### Сборници
- Ռոբինզոն և 13 պատմվածք (2010) – разкази
- Ռոբինզոն (2012) – разкази
- Օվկիանոս (2014) – разкази

### Разкази и есета
- Վենետիկ
- Տխուր նավակներ
- Աղոթք՝ անձրևի համար
- Վերջին օրը
- Թափանցիկ շշեր – награда „Гретерт“
- Ռոբինզոն – награда „Гретерт“
- Ո՞ւր ես, Լյո՛վ
- Քո երկրի դեսպանը
- Պետեր Հանդկե. Հեռացող մենակություն
- Անատոլ Ֆրանս. Գիլյոտին Գամլենի համար
- Աբովի դանակը՝ ապագայի բկին
- Երեք ընթերցում. Փամուկ, Մ. Արմեն, Դը Բովուար
- Ներողություն Բրունո
- Պաբլո Ներուդա. Վերջին հայ կոնդորը
- Հակոբ Հակոբյան. Ես այստեղ եմ ապրում